# Krásněves
Krásněves är en ort i Tjeckien.   Den ligger i regionen Vysočina, i den centrala delen av landet, 130 km sydost om huvudstaden Prag. Krásněves ligger 537 meter över havet och antalet invånare är 259.
Terrängen runt Krásněves är platt, och sluttar söderut. Runt Krásněves är det ganska tätbefolkat, med 166 invånare per kvadratkilometer. Närmaste större samhälle är Žďár nad Sázavou, 13,5 km norr om Krásněves. Trakten runt Krásněves består till största delen av jordbruksmark.